# Западен Холивуд
Западен Холивуд (на английски: West Hollywood) е град в окръг Лос Анджелис, щата Калифорния, САЩ. Западен Холивуд заедно с Бевърли Хилс образуват анклав в град Лос Анджелис. Западен Холивуд е основан като град през 1984 г. и е с население от 35 716 жители. (2000) Общата площ на града е 4,90 км² (1,90 мили²).
В Западен Холивуд се намира известната част на булевард „Сънсет“, Сънсет Стрип, на която има много бутици, ресторанти, нощни и рок клубове.